# Killnet
Killnet(キルネット)は、 2022年のロシアによるウクライナ侵攻の際に、いくつかの国で政府機関や民間企業に対するDoS及びDDoS攻撃で知られる親ロシア派のハッカーグループ。2022年3月頃に結成された。
ロシア報道機関の取材に自らについて「国を守るために立ち上がった、全国各地から集まった普通の一般人」であると述べている。
2022年9月、資金難により活動を停止したとされている。

## 過去の攻撃

### ルーマニア
2022年4月29日から2022年5月1日の期間、ルーマニア政府のWebサイトに対して攻撃。

### モルドバ
2022年5月1日、モルドバ情報・保安庁は、モルドバの公的機関のWebサイトが攻撃を受けたと発表した。 

### チェコ共和国
2022年4月に発生したチェコ国家機関のWebサイトへの攻撃に関する犯行声明を発表している。

### イタリア
2022年5月14日、国立衛生研究所、全国運転者協会、イタリア上院のサイトが攻撃を受けた。上院議会のサイトは一時間に亘って繋がらない状態が続いた。  

#### ユーロビジョン2022への攻撃
ユーロビジョン・ソング ・コンテストのWebサイト上の投票システムに対して攻撃したものの失敗した。これはイタリア国家警察が組織のテレグラムチャンネルから情報収集を行い、事前に攻撃を察知していた為である。
その後、攻撃の妨害に対する報復行為として州警察のサイトを攻撃し、サイバー犯罪部門のページが一時表示出来ない状態になった。 

### リトアニア
2022年6月27日にリトアニアのバルト海沿岸の4つの空港のWebサイト対する 攻撃の犯行声明を出した。  カリーニングラードへのEU制裁対象品の輸送を停止した事に対する報復であるとしている。   

### ノルウェー
2022年6月28日にノルウェーの行政ポータル、ネット銀行、新聞社、労働基準監督署を標的に攻撃した。ノルウェー最大の新聞社のサイトは25分に亘って繋がらない状態が続いた。  

### ラトビア
ラトビアの公共放送局を標的に12時間に亘る攻撃を行った。ソ連時代の記念碑の解体計画が原因ではないかと推測されている。 

### 米国
2022年8月1日、米国がウクライナに高機動ロケット砲システムを提供したことを理由にロッキード・マーチン社に対して攻撃を行った。今回の攻撃の他にも以前には米国議会、コネチカット州のブラッドレー国際空港のWebサイトが標的になっている。 

### 日本
2022年9月6日、デジタル庁が所管する行政情報のポータルサイト「e-Gov」、総務省が所管する地方税のウェブサイト「eLTAX」など計4省庁23サイト、ソーシャルネットワークサービス「mixi」に対して攻撃を行ったとの犯行声明を発表した。また、9月7日には日本政府への宣戦布告動画を投稿し、東京メトロ及び大阪メトロに対して攻撃を行ったと発表した。同日の記者会見で松野博一官房長官は現時点で情報漏洩はないと説明した。またKillnetの関与に関しては「犯行をほのめかしているのは承知しているが、関連性も含めて障害の原因は確認中だ」と述べた。

### ジョージア（グルジア）
脅威調査会社CyberKnowが公開したツイッターの投稿によると、Killnetとその創設者であるKillmilkは、ジョージア（グルジア）政府がロシア連邦に敵対し続けるなら攻撃すると脅迫した。

### ドイツ
2023年1月26日、ドイツ連邦情報セキュリティ局（BSI）は、ドイツ国内のさまざまな機関や企業に対する広範なDDoS攻撃が前夜から行われていたと発表した。 BSIによると、空港のウェブサイトが特に影響を受け、金融関連の企業や連邦政府・州政府のウェブサイトも同様に影響を受けた。 この攻撃はKillnetによって事前に発表されており、ドイツ政府がウクライナにレオパルド2（戦車）を送ることを決定したことに対する報復であったのではないかとみられている。

## アノニマスとの攻防
2022年5月22日、ハッカー集団として知られるアノニマスは「Killnet」に対して公式に攻撃を仕掛けるという宣戦布告を行った。
アノニマスはウクライナに連帯の立場をとっており、これまでには、ロシアの政府機関、資源開発会社、報道機関へ攻撃を行っている。

## 赤十字国際委員会規則
2023年10月、当初、ハッカーに関するICRCの規則に従うことを拒否していたが、後に同意した。

## 首謀者に関する情報
ロシア国営メディア「Gazeta.ru」は、ロシア連邦を標的にし始めたという情報と共にKillnetの首謀者である人物（Killmilk）の名前を報道した。